# Křížová cesta (Horšovský Týn)
Křížová cesta v Horšovském Týně na Domažlicku se nachází na jihozápadní straně města a vede k poutnímu místu zvanému Na vršíčku. Prvním zastavením cesty je sousoší z cyklu Kristových pašijí, které stojí před vlakovým nádražím. Cesta dál vede alejí ke svaté Anně 300 metrů na návrší, kde ji uzavírá kostel svaté Anny a kaple Božího hrobu. Celý areál je asi 1,5 kilometrů od centra města.

## Historie

### Kostel svaté Anny

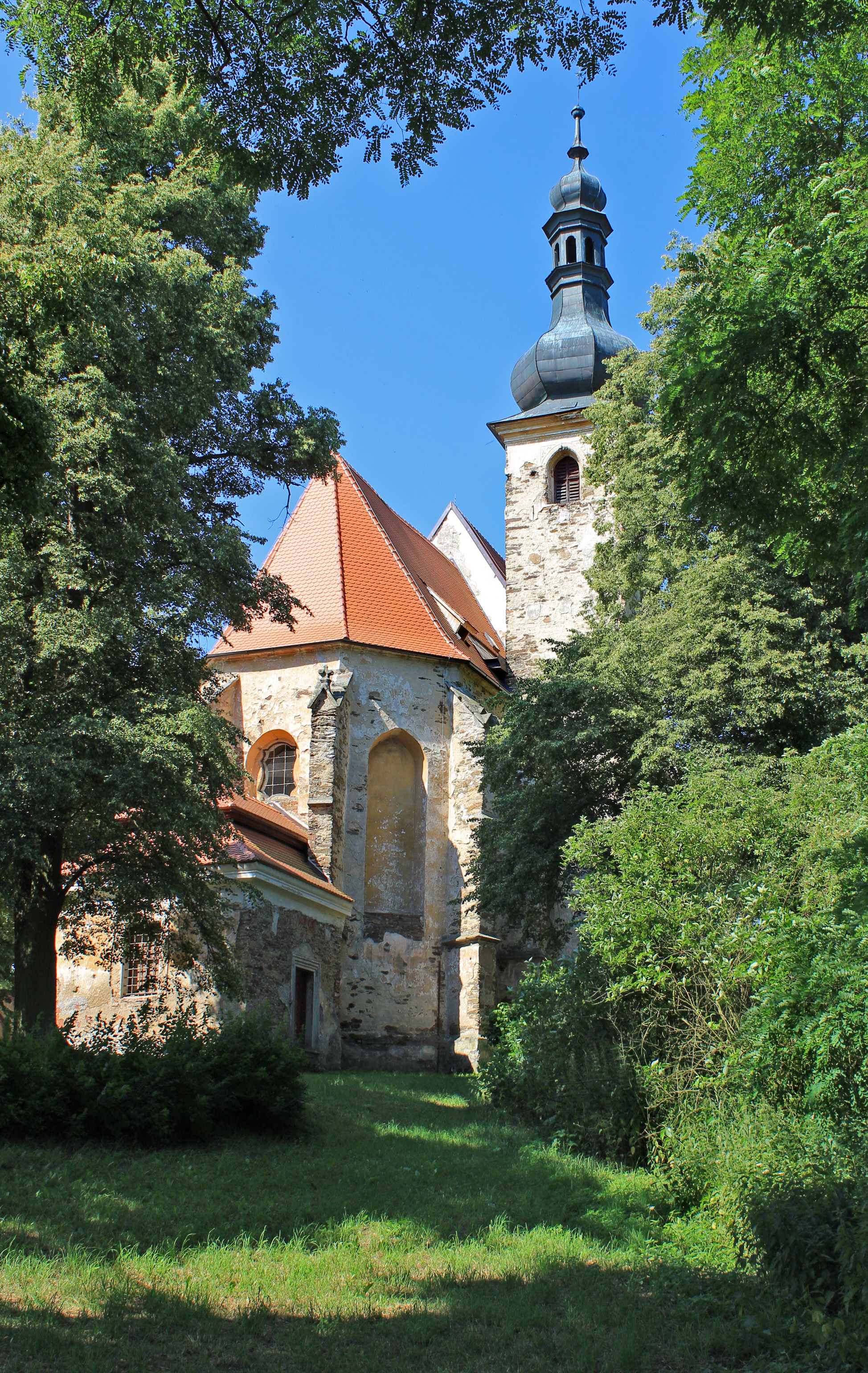
Poutní místo na Vršíčku s kostelem Svaté Anny v Horšovském Týně

Podle pověsti zde vyoral na poli oráč Křečka zázračnou sošku svaté Anny. Proto roku 1507 byla na tomto místě vystavěna prostá dřevěná kaplička. Samotný pozdně gotický kostel svaté Anny na Vršíčku nechali vystavět pravděpodobně Jiří a Volf z Ronšperka roku 1511. Vysvěcen byl 5. dubna 1516. Klenba chóru je žebrová síťová s typickým obrazcem tří osmiúhelníků rozdělených úhlopříčkami a řazených těsně za sebou v jejím vrcholu. K obdélné lodi je připojeno užší, hluboké presbyterium. K němu je ze severu lodi připojena štíhlá věž, jejíž protějšek tvoří schodiště. Sakristie je přistavěná dodatečně a přiléhá k zadní stěně kněžiště. Průčelí kostela je členěno ionizujícími pilastry. Štít v základě trojúhelného tvaru doprovázejí úseky volut. Stěny lodi i kněžiště jsou opřeny dvakrát odstupněnými opěráky s trojúhlnými stříškami a křížovou kytkou na vrcholu. Okna v horním patře věže rámuje renesanční ornamentalika. Nově byl kostel vysvěcen 26. října 1740. Hlavní oltář vznikl kolem poloviny 18. století v dílně plzeňského sochaře a řezbáře Karla Legáta.

### Kaple Božího hrobu

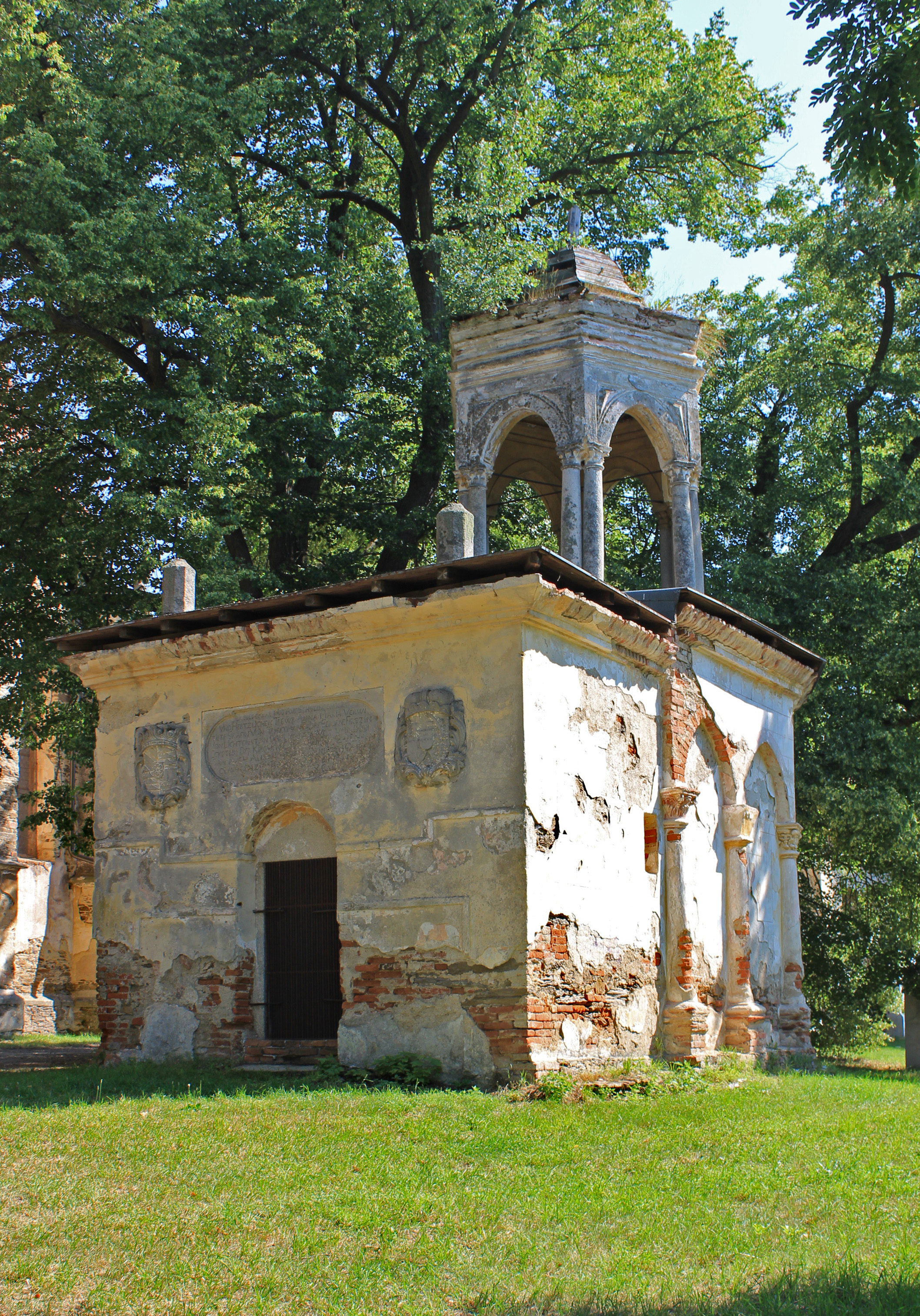
Kaple Božího hrobu

Kaple Božího hrobu byla postavena roku 1696 poblíž kostela na jeho jižní straně. V České republice je z období baroka známo dvacet šest kaplí postavených podle kaple uprostřed Chrámu Božího hrobu v Jeruzalémě. Ta horšovskotýnská patří mezi dvanáct nejstarších, postavených do roku 1700. Jde o stavbu se vstupní Andělskou kaplí, kterou se prochází do půlkruhové hrobové komory, nad kterou je na hřebenu střechy baldachýnová edikula. Nad vstupem do kaple je deska s nápisem, po jejích stranách jsou znaky. Interiér je zaklenut segmentovou klenbou a konchou. Donátorkou kaple byla Anna Marie hraběnka z Trauttmansdorffu.

### Křížová cesta
Kolem roku 1696 zde vznikl špitál (chudobinec) a křížová cesta, jejíž zastavení Kristovy pašije byla ztvárněna jako volná sochařská díla v krajině. Čtveřice sousoší byla v roce 2013 přemístěna do kostela kapucínského kláštera z důvodu vandalizmu, sousoší u nádraží stojí na svém původním místě.

### Hrobka
Majitel panství horšovskotýnského František Ferdinand kníže Trauttmansdorff-Weinsberg se krátce po napoleonských válkách zabýval vybudováním nové rodové hrobky. Její výstavba započala v roce 1839, kdy byl u kostela svaté Anny položen základní kámen vestavby do podzemí chrámové lodi. Jedná se o velkou novoklasicistní stavbu, v jejímž vstupním západním průčelí jsou po stranách dva páry dórských železných sloupů. Hrobka byla vysvěcena 30. března 1842.

## Současnost
Ještě v roce 1951 byl ve vnitřním vybavení kostela soubor barokních předmětů. V roce 1984 bylo vše spáleno a vnitřní část kostela zůstala prázdná. Kostel svaté Anny, kapli Božího hrobu, trauttmansdorfskou pohřební kapli, rodinné hrobky Trauttmansdorffů a okolní pozemky s lesoparkem převzalo do své správy Krajské středisko státní památkové péče a ochrany přírody v Plzni v roce 1968. Stavby v areálu kostela jsou ve špatném stavu a bez využití.  Kostel svaté Anny a část cyklu Kristových pašijí jsou nemovitou kulturní památkou.